# Campyloneurus hindostanus
Campyloneurus hindostanus är en stekelart som först beskrevs av Smith 1873.  Campyloneurus hindostanus ingår i släktet Campyloneurus och familjen bracksteklar. Inga underarter finns listade.